# Park Yoo-chun
Dans ce nom coréen, le nom de famille, Park, précède le nom personnel.
Park Yoo-chun (coréen : 박유천), aussi connu sous son nom de scène de Micky Yoochun, est né le 4 juin 1986 à Séoul (Corée du Sud). C'est un chanteur, rappeur, compositeur, parolier, mannequin et acteur sud-coréen. Ancien membre du célèbre boys band TVXQ, il fait actuellement partie du groupe de K-pop JYJ.

## Biographie
Yoochun est né et a grandi à Séoul en Corée du Sud jusqu'à ce que sa famille déménage aux États-Unis alors qu'il était en sixième année. Il a vécu à Fairfax, en Virginie, où il est allé à la Holmes Middle School et à la Chantilly High School. Il a été repéré par Brothers Entertainment et est retourné en Corée du Sud, où il a rejoint SM Entertainment. Il a un jeune frère nommé Park Yu-Hwan, qui est aussi acteur.

## Discographie

### Collaborations
- 2009: DJ Makai avec Yuchun - "Tokyo Lovelight"

## Filmographie
- Rainbow Romance (2005)
- Banjun Theater (2006)
- Vacation (2006)
- Dating on earth (2006)
- Beautiful Love (2010)
- Seonggyun-gwan scandal (2010)
- Miss Ripley (2011)
- Oktab-bang wangseja (2012)
- Bogosipda (2012-2013)
- Three Days (2014)
- Naemsaereul boneun sonyeo (2015)

### Apparitions dans des vidéos de musique
- 2007: Flight Girl par Magolpy

### Émission de radio
- TVXQ Bigeastation (2007)

### Sources
- (en) Cet article est partiellement ou en totalité issu de l’article de Wikipédia en anglais intitulé « Yoochun » (voir la liste des auteurs).